# اچ‌ام‌سی‌اس اوجیبوا (اس۷۲)
اچ‌ام‌سی‌اس اوجیبوا (اس۷۲) (به انگلیسی: HMCS Ojibwa (S72)) یک زیردریایی است که طول آن ۲۹۵٫۲۵ فوت (۸۹٫۹۹ متر) می‌باشد. این زیردریایی در سال ۱۹۶۴ ساخته شد.